# 潘秋银
潘秋银（1980年—）出生於越南同奈省，2000年越南小姐，当时她是胡志明市文郎大學二年级学生。获奖后，她结了婚并拒绝参加2001年环球小姐比赛。

## 外部連結
- Miss Vietnam official website
- Phan Thu Ngan[永久]

| 前任： 阮氏玉慶 | 越南小姐 2000 | 繼任： 范氏梅芳 |